# Pygeum dolichobotrys
Pygeum dolichobotrys är en rosväxtart som beskrevs av Karl Moritz Schumann och Lauterb.. Pygeum dolichobotrys ingår i släktet Pygeum och familjen rosväxter. Inga underarter finns listade i Catalogue of Life.